# 格蘭德伍德公園 (伊利諾伊州)
格蘭德伍德公園（英語：Grandwood Park）是位於美國伊利諾伊州萊克縣的一個人口普查指定地區。

## 地理
格蘭德伍德公園的座標為42°23′33″N 87°59′12″W / 42.39250°N 87.98667°W，而該地最高點為海拔高度228米（即748英尺）。

## 人口
根據2010年美國人口普查的數據，格蘭德伍德公園的面積為4.25平方千米，當中陸地面積為4.19平方千米，而水域面積為0.06平方千米。當地共有人口5202人，而人口密度為每平方千米1,224人。